# Хаук-Штанке, Ангела
Ангела Хаук-Штанке (нем. Angela Hauck-Stahnke, род. 2 августа 1965 года в Восточный Берлин, ГДР) — восточногерманская конькобежка. Участница зимних Олимпийских игр 1988,  1992 и  1994 годов, чемпионка мира и 2-кратная серебряный призёр чемпионатов мира, 3-кратная обладательница Кубка мира, 4-кратная чемпионка ГДР и 5-кратная призёр, чемпионка объединённой Германии и 3-кратная призёр, 6-кратная рекордсменка мира среди юниоров.

## Биография
Ангела Штанке родилась в Восточном Берлине, где и стала заниматься конькобежным спортом в возрасте 11 лет в клубе "	Berliner TSC". В 1981 году она выиграла детско-юношескую спартакиаду ГДР и юниорский чемпионат ГДР в многоборье. В том же году выиграла серебро на чемпионате ГДР среди взрослых в спринтерском многоборье, а на следующий год стала чемпионкой среди юниоров и в многоборье и в спринте. 
Она выиграла три чемпионата мира среди юниоров в 1982-84 годах, заняв пятое место в 1981 году в возрасте 15 лет. Её переход во взрослую команду в 1985 году оказался успешным. Ангела выиграла серебряные медали в забеге на 500 м на чемпионате страны и на дебютном чемпионате мира в спринтерском многоборье. В последующие годы Штанке оставалась одной из первых в мире в спринтерском беге, но обычно уступала своим соотечественницам Карин Энке и Кристе Ротенбургер.
В 1987 году на чемпионате мира в спринтерском многоборье она заняла только 15-е место, а через год поднялась на 5-е место на чемпионате мира в Уэст-Аллисе и на своих первых зимних Олимпийских играх в Калгари заняла 4-е место на дистанции 500 м и 6-е на 1000 м. В том же году вышла замуж и выступала под двойной фамилией Хаук-Штанке.
В сезоне 1988/89 Ангела впервые выиграла Кубок мира на дистанции 1000 м, и на спринтерском чемпионате мира в Херенвене она боролась за медаль, но упала на финальной дистанции и заняла 27-е место. Сезон 1989/90 был самым успешным в её карьере. Она стала обладателем Кубка мира на дистанциях 500 и 1000 м, а также выиграла спринтерский чемпионат мира в Тромсе и национальный чемпионат в спринте и на дистанциях 500 и 1000 м.
В 1991 году ей не повезло на спринтерском чемпионате мира в Инцелле, поскольку она была вынуждена сняться из-за травмы, хотя и шла на первое место. В 1992 году на зимних Олимпийских играх в Альбервиле заняла 8-е место в забеге на 500 м и 14-е место на 1000 м. Следом на спринтерском чемпионате мира в Осло трижды занимала 3-е место, но в забеге на 1000 м сделала ошибку и заняла 20-е место, что в итоге привело её на 6-е место.  
Из-за продолжительных травм Хаук-Станке завершила карьеру в 1993 году, но вернулась в сезоне 1993/1994, заняв 1-е место в спринте на чемпионате Германии и 2-е место на спринтерском чемпионате мира в Калгари. Она также приняла участие в своих третьих зимних Олимпийских играх в Лиллехаммере, где заняла 12-е места на дистанциях 500 и 1000 м. После сезона она навсегда ушла из конькобежного спорта.

## Личная жизнь и семья
В апреле 1988 года Криста вышла замуж за своего товарища по клубу Стефана Хаука, который на протяжении многих лет был одним из лучших гандболистов Восточной Германии. Они познакомились ещё в 1984 году во время строевой подготовки в берлинской больнице. Ангела изучала клиническую психологию.